# Virtù cardinali

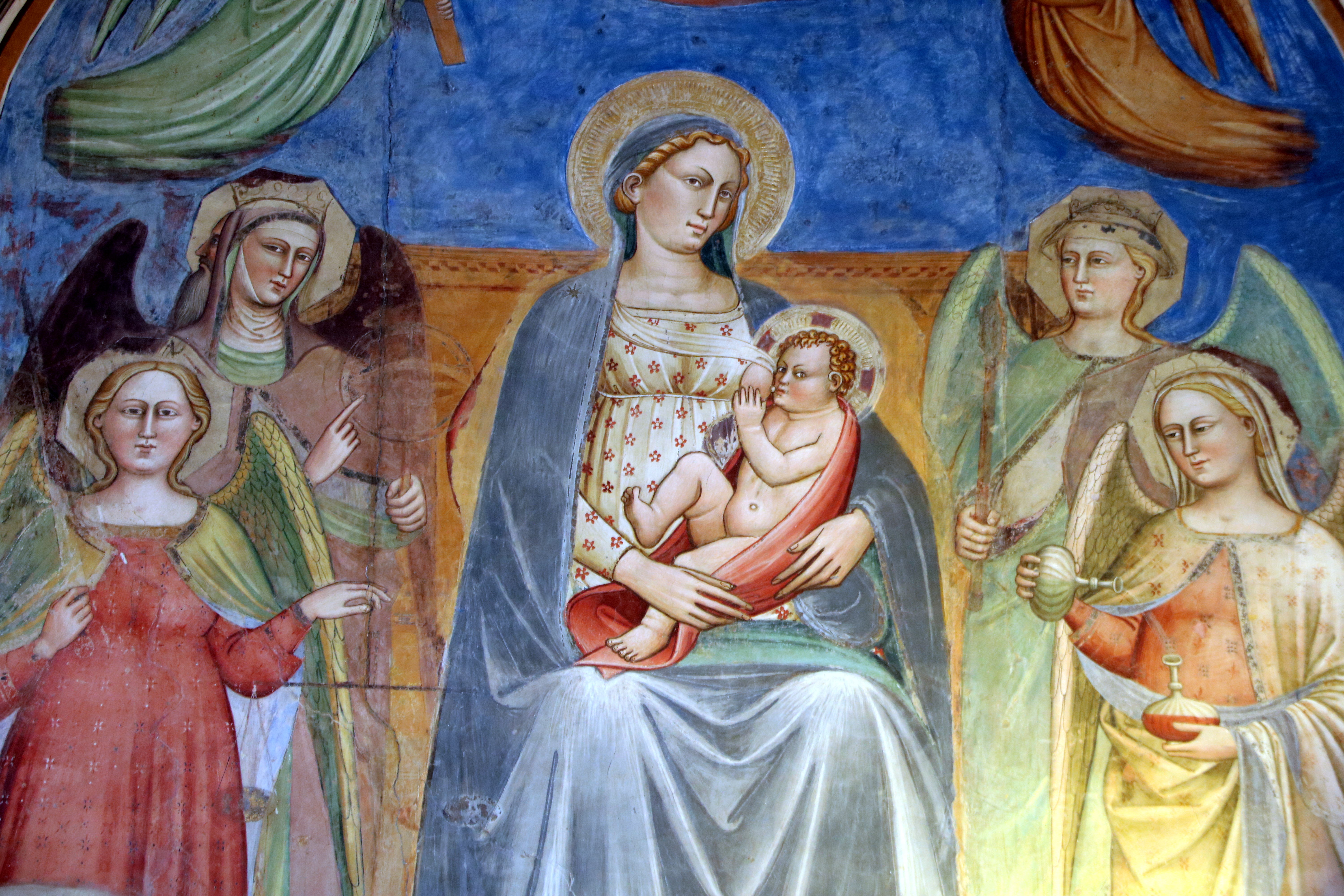
Vergine col Bambino circondata da allegorie delle Virtù cardinali (affresco di Cenni di Francesco a San Miniato). A sinistra, in alto Saggezza, in basso Giustizia; a destra, in alto Fortezza, in basso Temperanza

Le virtù cardinali, denominate anche virtù umane principali, nella religione cristiana sono delle virtù morali che costituiscono i pilastri di una vita dedicata al bene, ovvero l'abito operativo che induce a vivere rettamente.
Concettualmente enunciate dai filosofi antichi, in particolare da Platone, presso il cattolicesimo riguardano l'animo umano (a differenza perciò delle virtù teologali, che invece riguardano il rapporto con Dio) regolando la condotta in conformità alla fede, nonché alla ragione, e possono essere sia infuse da Dio che acquisite con la pratica. Sono inoltre strettamente connesse alle virtù intellettuali: sapienza, scienza e intelletto.

## Le quattro virtù cardinali

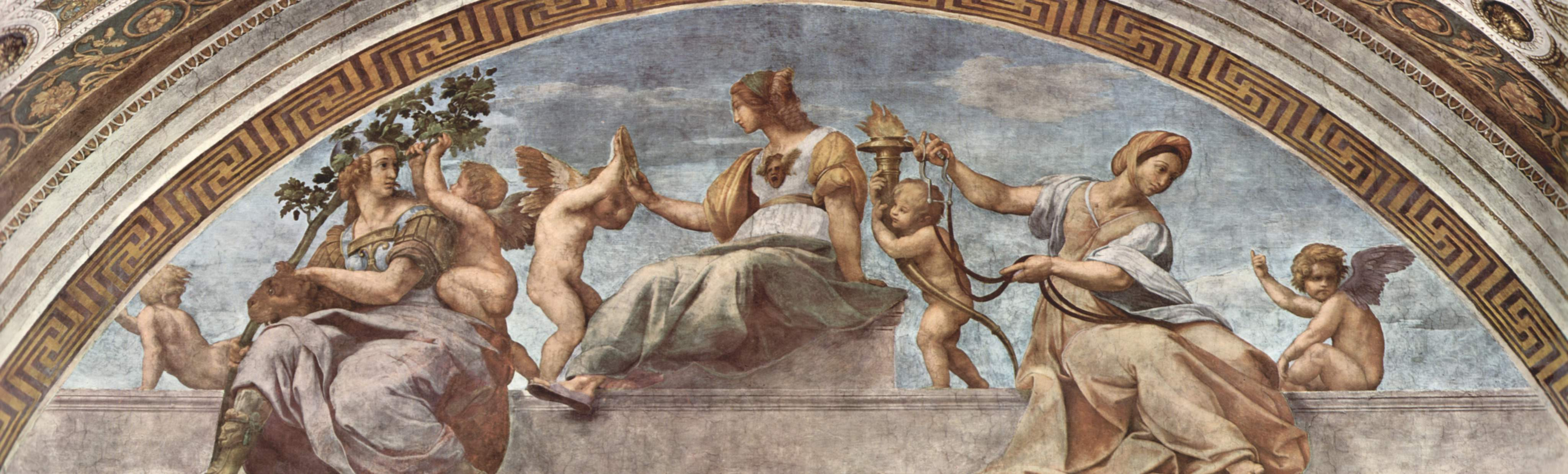
Allegoria delle virtù di Raffaello Sanzio (1511), Stanza della Segnatura, Città del Vaticano: da sinistra si riconoscono la Fortezza, con l'elmo in testa ed un ramo di rovere, la Prudenza, vestita di verde e bianco, e la Temperanza, che impugna le redini (non presente nel dipinto la Giustizia raffigurata a parte sul soffitto).

La classificazione cristiana e tomistica rispecchia quella proposta nel Fedro di Platone, il dialogo che presenta anche il mito del carro e dell'auriga che descrive il rapporto dell'anima razionale con le altre due facoltà dell'anima, quella irascibile e quella concupiscente. Le virtù platoniche erano le seguenti:
- prudenza (σοφία, trasl. sophìa),
- giustizia (δικαιοσυνη, trasl. dikaiosyne),[2]
- fortezza  (ἀνδρεία, trasl. andréia),
- temperanza (σωφροσύνη, trasl. sophrosyne).

Esse sono elencate anche in Sapienza 8,7.

### Prudenza

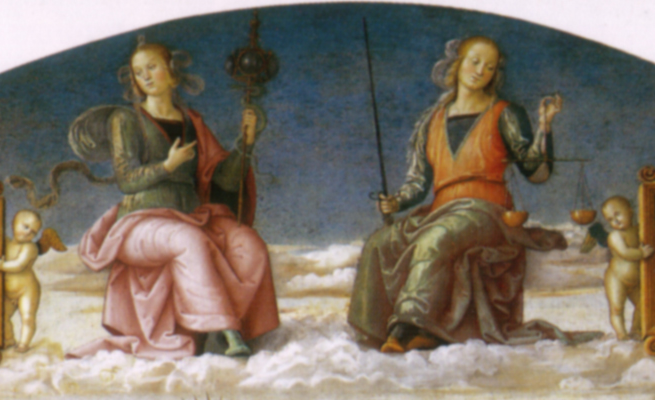
Prudenza e Giustizia (Perugino, Collegio del Cambio, Perugia)

La prudenza o discernimento (in latino prudentia) dispone la ragione pratica a discernere, in ogni circostanza, il nostro vero bene e a scegliere i mezzi adeguati per attuarlo. Da un punto di vista strettamente biblico il discernimento evoca essenzialmente il dono della Sapienza, cioè la capacità di vedere ogni cosa alla luce di Dio, facendosi istruire da Loro circa le decisioni da prendere. Concretamente la prudentia latina si traduce e quindi consiste nel discernimento, cioè nella capacità di distinguere il vero dal falso e il bene dal male, smascherando -attraverso questa stessa virtù- le false verità (a volte difficilmente identificabili) approfondendo ciò che si vede. L'uomo prudente allora non è tanto l'indeciso, il cauto, il titubante, ma al contrario è colui che sa decidere con sano realismo, non si fa trascinare dai facili entusiasmi, non tentenna e non ha paura di osare e di andare contro una cultura sociale, lontana dalla legge di Dio.

### Giustizia
La giustizia (in latino iustitia) consiste nella volontà costante e ferma di dare a Dio e al prossimo ciò che è loro dovuto e quindi, per mezzo di essa, intendiamo e conseguentemente operiamo ciò che è bene nei riguardi di Dio, di noi stessi e del prossimo. È la più importante tra le virtù cardinali perché "chi pratica la giustizia è giusto come Egli [Cristo] è giusto" (1Giovanni 3,7) mentre "chi non pratica la giustizia non è da Dio" (1Giovanni 3,10) come dice san Giovanni.

### Fortezza

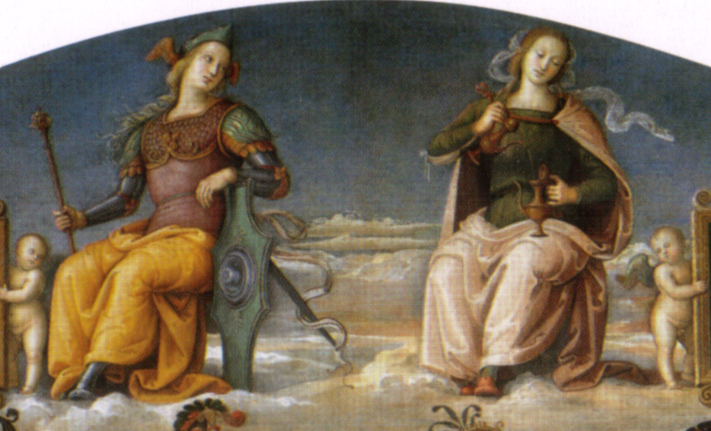
Fortezza e Temperanza (Perugino, Collegio del Cambio, Perugia)

La fortezza (in latino fortitudo) assicura, nelle difficoltà, la fermezza e la costanza nella ricerca del bene.
La fortezza è la capacità di resistere alle avversità, di non scoraggiarsi dinanzi ai contrattempi, di perseverare nel cammino di perfezione, cioè di andare avanti a ogni costo, senza lasciarsi vincere dalla pigrizia, dalla viltà, dalla paura. La fortezza si oppone alla pusillanimità che, come insegna Tommaso d'Aquino, è il difetto di chi non sfrutta al massimo le proprie possibilità, cioè non si esprime nella pienezza delle sue potenzialità, facendosi cullare dalla pigrizia o accontentandosi di condurre un'esistenza vuota.

### Temperanza
La temperanza (in latino temperantia) modera l'attrattiva dei piaceri sensibili e rende capaci di equilibrio nell'uso della materia.
Se l'uomo, come l'animale, seguisse liberamente le proprie pulsioni, prodotto del peccato originale, finirebbe col diventare schiavo delle sue bramosie e delle sue passioni, giacché la parte animale dell'uomo è molto sensibile, se non controllata costantemente, alla degenerazione e all'abuso. Occorre allora un impegno ascetico, che alleni la volontà e l'intelligenza a evitare e a valutare ciò che può nuocere loro tramite il rapporto con Dio. Questa autoeducazione della volontà è precisamente la virtù della temperanza. Il Catechismo della Chiesa Cattolica insegna che "la temperanza è la virtù morale che modera l'attrattiva dei piaceri e rende capaci di equilibrio nell'uso dei beni creati. Essa assicura il dominio della volontà sugli istinti e mantiene i desideri entro i limiti dell'onestà" (N° 1809).
In senso specificamente cristiano la temperanza diventa imitazione di Gesù, il quale è modello di equilibrio, perché sa essere temperante in tutti i suoi rapporti e in tutte le sue azioni.

## Le quattro virtù nellaRepubblicadi Platone
Il Cristianesimo ha sostituito alla virtù della sapienza quella parzialmente simile della saggezza, traduzione del latino prudentia. Inoltre, la giustizia è la massima delle quattro virtù, laddove si consideri che "il giusto" è l'appellativo riservato a san Giuseppe, padre di Gesù, e al patriarca Abramo. La virtù del "coraggio" è l'unica rinvenibile nel nome di uno dei Dodici, sant'Andrea apostolo e martire. Invece, i platonici antepongono la sapienza a tutte le altre.
Se si stabilisce una corrispondenza biunivoca fra i quattro stadi della conoscenza descritti nella metafora della linea continua e le quattro virtù platoniche, si ottiene che la congettura corrisponde alla temperanza platonica, la credenza al coraggio o fortezza, la conoscenza ipotetica alla giustizia e la noèsis alla sapienza del filosofo. La conoscenza ipotetica di tipo matematico-geometrico inizia l'aspirante filosofo ai concetti di limite (Uno), ordine, proporzione e misura che sono attributi della dea Giustizia la quale impugna anche una spada, segno della necessità di una precedente acquisizione del coraggio. L'associazione fra noèsis e sophìa è autoevidente.
Il tiranno e matematico pitagorico Archita di Taranto, amico di Platone, associò la conoscenza matematica alla virtù della "giustizia", intesa come  redistribuzione e scambio compensativo di beni materiali fra ricchi e poveri, quindi come garanzia di concordia e uguaglianza.
Una concezione simile della giustizia redistributiva e compensativa si ritrova nella Repubblica di Platone. In un passaggio del testo, il filosofo aristocratico ateniese soprannomina gli uomini comuni come filo-dossi, amanti dell'opinione e di ciò che è sensibile, mentre i filosofi sono coloro che amano la sapienza. Il passo sembra suggerire che il filosofo platonico persegue soltanto le due forme della conoscenza razionale, corrispondenti alle ultime due delle quattro le virtù (giustizia e sapienza): esse dovrebbero essere intese nel senso greco della parola aretè, come essenze che sono proprie di quanti in vario modo si approcciano alla ricerca della verità, scegliendo se limitarsi alla conoscenza sensibile oppure addentrarsi nella seconda navigazione alla ricerca dell'episteme. Le ultime due avrebbero anche un valore etico. In modo coerente, Platone teorizzò che la matematica dovesse essere una base di iniziazione alla superiore conoscenza (e virtù etica) filosofica.
Secondo il Cristianesimo, invece, le quattro virtù devono essere tutte perseguite in ordine alla salvezza dell'anima e del corpo.

## Le virtù cardinali in Dante
Dante nel canto I del Purgatorio fa riferimento a quattro stelle, ognuna delle quali corrisponde a una virtù cardinale.
a l’altro polo, e vidi quattro stelle

non viste mai fuor ch’a la prima gente.

Goder pareva 'l ciel di lor fiammelle:

oh settentrional vedovo sito,

poi che privato se' di mirar quelle!»
(Dante Alighieri, Divina Commedia, canto I del Purgatorio, versi 22-27)